# Svart myskdjur
Svart myskdjur eller svart myskhjort (Moschus fuscus) är ett däggdjur i familjen myskhjortar som förekommer i södra Asien.

## Utseende
Arten når en kroppslängd (huvud och bål) mellan 70 och 100 cm samt en vikt av 10 till 15 kg. Därtill kommer en mycket kort svans. Den tjocka pälsen har oftast en brun färg men variationer och några prickar i annan färg är inte ovanliga. Båda kön ser nästan likadan ut och saknar horn. Påfallande är hannens övre hörntänder som är förlängda och böjda. Allmänt har arten ingen framtand, en hörntand, tre premolarer och tre molarer i varje käkhalva, alltså 34 tänder. Liksom hos andra myskhjortar har vuxna hannar en körtel vid bakre delen av buken som avsöndrar ett myskdoftande ämne.

## Utbredning och habitat
Svart myskhjort förekommer i södra Kina, östra Nepal, norra Bhutan, nordöstra Indien (Arunachal Pradesh) och norra Myanmar. Den vistas där i bergstrakter, vanligen mellan 2 600 och 4 200 meter över havet. Regionen kännetecknas av klippiga bergsängar och öppna skogar.

## Ekologi
Individerna lever vanligen ensamma och är aktiva under dagens mörka timmar. Hannar har ett revir som markeras med mysk, urin och avföring. Territoriet är oftast 200 till 300 hektar stort.
Svart myskhjort äter vanligen gräs och lav samt några blad.
Fortplantningssättet är inte helt utrett. Troligen sker parningen liksom hos andra myskhjortar i november eller december. Efter 185 till 195 dagars dräktighet föder honan i maj eller juni en till två ungar. Hos nyfödda ungar är prickarna på kroppen tydligast. Ungarna dias vanligen 3 till 4 månader och efter ungefär 18 månader är de könsmogna. Livslängden i naturen är inte känd. Med människans vård kan svart myskhjort leva 20 år.
Artens naturliga fiender är lodjur, järv och gulstrupig mård.

## Status och hot
Hannar jagas intensiv för myskens skull som används i parfym. I regioner där jakten är förbjuden finns oftast tjuvjakt. I viss mån hotas arten när gömställen som buskar röjas. IUCN befarar att beståndet minskade med 50 procent under de senaste 21 åren (tre generationer) och listar svart myskhjort som starkt hotad (EN).